# Daniel Buballa
Daniel Buballa (Bergisch Gladbach, 11 maggio 1990) è un calciatore tedesco, difensore dell'Eintracht Treviri.